# Тагер Ель-Ґамаль
Тагер Ель-Ґамаль (араб. طاهر الجمل; 18 серпня 1955) — американський криптограф родом з Єгипту.
У 1985 році він опублікував статтю під назвою «Криптосистема з відкритим ключем і схема цифрового підпису на основі дискретних логарифмів», в якій представив свої розробки по створенню систем асиметричного шифрування і цифрового підпису, що експлуатують складність проблеми дискретного логарифмування. Запропонована ним схема ЕЦП стала основою для алгоритму DSA, прийнятого Національним інститутом стандартів і технологій США (NIST) в якості стандарту цифрового підпису. Вчений також брав участь у створенні протоколу оплати кредитною карткою SET, а також ряду схем інтернет-платежів.

## Освіта
Тагер Ель-Ґамаль виріс в Каїрі. Його батько працював в уряді та обіймав посаду в Департаменті охорони здоров'я. У його родині було четверо дітей. Він почав свою освіту в приватній початковій школі, після якої продовжив навчання в середній державній школі. У дитинстві Тагер захопився математикою, зокрема він любив робити всілякі операції з числами, що вплинуло на його рішення присвятити себе точним наукам.
У 1972 році Тагер Ель-Ґамаль закінчив державну середню школу і вступив в Каїрський університет на факультет електротехніки. Він не став вступати на математичний факультет, тому що перспектива викладацької діяльності його не приваблювала. У 1979 році Тагер Ель-Ґамаль вступив у Стенфордський університет. До цього його підштовхнув старший брат, який п'ятьма роками раніше закінчив Стенфорд. Брат допоміг йому отримати посаду асистента-дослідника, необхідну для отримання ступеня магістра. У Стенфорді він проводив дослідження, пов'язані з загальною теорією систем. Ступінь магістра, який він отримав в 1981 році, був в основному пов'язаний з теорією систем. Крім цього він вивчав велику кількість курсів з математики. Під керівництвом Мартіна Говарда, який в той час був завідувачем кафедри математики, Тагер Ель-Ґамаль зробив свої перші кроки в криптографії.
Результатом вирішення одного із завдань, поставленого Мартіном Говардом, став Алгоритм дискретних квадратичних логарифмів, який використовується для факторизації цілих чисел.

## Наукова діяльність
У 1984 році Тагер Ель-Ґамаль отримав ступінь PhD в Стенфордському університеті. Його дослідженням було розробка «цифрового підпису за схемою Ель-Гамаля». Так цей стандарт вперше назвав Джим Омур — засновник компанії Cylink. Він намагався лобіювати в уряді надання цій криптосистемі статусу державного стандарту. Але уряд не хотів проводити ліцензування продукту, а взяло його за основу для цифрового стандарту підпису (DSS). Тагер Ель-Ґамаль не міг запатентувати алгоритм, оскільки був іноземним студентом-випускником. За правилами, він повинен був залишатися студентом до видачі патенту. Замість пошуків обходу цих правил, він вирішив опублікувати своє дослідження. Це стало надбанням громадськості, і багато тисяч людей написали публікації на цю тему. Завдяки цьому кроку його ім'я стало відоме всьому світу.

## Кар'єрний шлях
Отримавши ступінь PhD в Стенфорді, Тагер Ель-Ґамаль в 1984 році приєднався до технічного персоналу компанії Hewlett-Packard (HP), де він займався в основному графікою і розробкою технології стиснення даних. Він не міг працювати в сфері безпеки, тому що тоді всі дослідження в цій тематиці проводилися в закритих лабораторіях[джерело не вказане 3845 днів]. Після того, як HP продало розроблену Ель-Гамалем і його колегами технологію резервного копіювання даних, він пішов з HP, та в 1988 році став одним з трьох засновників Info Chip.
У 1991 році Info Chip продала частину компанії, яку очолював Ель-Ґамаль. Новим власником компанії стала техаська компанія Cyrex, і Ель-Ґамаль пішов з бізнесу. Після цього він зацікавився компанією RSA, яка займалася розробками в області криптографії. Після зустрічі з генеральним директором компанії RSA Джимом Бідзосом, Ель-Ґамаль став інженерним директором компанії. Зі своєю командою він працював над проектом VeriSign, який став спільним продуктом компанії RSA і Apple. Під час роботи в RSA він також працював ще в кількох напрямках, зокрема, займався консультуванням як малих компаній, так і Sun Microsystems.
У 1994 році на конференції МЕК в Сан-Хосе Ель-Ґамаль зустрів знайомого зі Стенфорда Джима Кларка, який виступав з доповіддю по шифруванню. Тема його виступу зацікавила Ель-Гамаля, та після недовгого листування, Кларк запросив його в Netscape Communications. Через кілька місяців Ель-Ґамаль став науковим співробітником Netscape, де став активно розвивати алгоритм SSL. Коли вчений приєднався до Netscape, алгоритм SSL був вже працездатний, але мав багато проблем, пов'язаних з безпекою застосування. Причиною більшості проблем були помилки, допущені ще на самому початку проектування. Протокол, який передбачалося використовувати для забезпечення безпеки з'єднання при веденні електронної комерції, не мав права мати такі проблеми.
Вирішенням цих проблем зайнялася команда розробників під керівництвом Тагера Ель-Гамаля. Розроблення остаточної версії протоколу вони закінчили в 1995 році. Крім того, на ньому лежала відповідальність за просування цього продукту. Результатом його роботи було укладення договору з Microsoft, ця подія відіграла одну з ключових ролей в успіху SSL. У 1998 році Ель-Ґамаль покинув Netscape, вирішивши створити свою власну консалтингову компанію в сфері безпеки. Він переконав Джима Кларка інвестувати кошти в компанію Securify, що в підсумку принесло значний прибуток.
Після придбання компанією Kroll компанії Securify Ель-Ґамаль став головою відділу інформаційної безпеки. У 2008 році Securify була придбана компанією Secure Computing і нині є частиною компанії McAfee.
У листопаді 2008 року Ель-Ґамаль приєднався до компанії Tumbleweed Communications (нині у складі компанії Axway) в якості головного технічного директора.
Крім того, Тагер Ель-Ґамаль перебуває у складі ради директорів компанії Vindicia, що надає можливість проводити інтернет-платежі, а також консультаційної ради компанії SignaCert, що виконує незалежний IT-аналіз і програмну верифікацію; є радником в Onset Ventures, Glenbrook partners, PGP Corporation, Arcot Systems, Finjan, Facetime, Simplified і Zetta.